# Röbel/Müritz
Röbel/Müritz är en stad i distriktet Mecklenburgische Seenplatte i förbundslandet Mecklenburg-Vorpommern, Tyskland.
Staden ligger vid sjön Müritz västra strand.
Kommunen ingår i kommunalförbundet Amt Röbel-Müritz tillsammans med kommunerna Altenhof, Bollewick, Buchholz, Bütow, Eldetal, Fincken, Gotthun, Groß Kelle, Kieve, Lärz, Leizen, Melz, Priborn, Rechlin, Schwarz, Sietow, Stuer och Südmüritz.